# 유정선
유정선(柳晶善, 1959년 1월 7일~)은 대한민국의 신학자이다. 현재 한국성서대학교에서 교목실장
을 역임하고 현재 조직신학교수로 있다. 현재 한국복음주의조직신학회 부회장이며, 여성신학자로서 성령론, 종말론, 그리고 신학자들의 사상연구에 전문가로 평가받는다.
학력
- 성신여자대학교 독어독문학과 (B.A.)
- 한국성서대학교 일반대학원 신학과 (M.A.)
- 한국성서대학교 신학대학원 (M. Div.)
- 한국성서대학교 일반대학원 조직신학 (Ph.D.)

경력
- 한국성서대학교 부교수
- 한국성서대학교 교목실장
- 한국성서대학교 일립교육부장
- 한국성서대학교 성서학과 학과장
- 한국성서신학교 조교수
- 한국성서대학교 전임강사
- 한국성서대학교 강의전담교수
- 덕원여자고등학교 독일어 교사

저서
- 성서적 세계관 실천. 1 (2022.02. 한국성서대학교출판부, 공저)
- 성서적 세계관 기초. 1 (2021.02. 한국성서대학교출판부, 공저)
- 성령론 (2015. 드림출판사)
- 보혜사 성령 (2010. 대한기독교서회)
- 허드슨 테일러의 기도, <영적거장들의 기도>, 안명준외 (2021)
- 성경대로 믿읍시다(2013.12. 한국성서대학교출판부, 공저)
- 성경대로 행합시다(2013.06. 한국성서대학교출판부, 공저)
- 섬김: 복음전도자의 축복(2012.12. 한국성서대학교출판부, 공저)
- 섬김: 복음전도자의 사명(2012.06. 한국성서대학교출판부, 공저)
- 복음전도자는 기도합니다(2011.12. 한국성서대학교출판부, 공저)
- 기도의 열매 (2011.06. 한국성서대학교출판부, 공저)
- 우리가 전도자입니다 (2010.12. 한국성서대학교출판부, 공저)
- 전도는 우리의 사명입니다 (2010.06. 한국성서대학교출판부, 공저)

논문
- 김호식의 생애와 신학사상 연구 (2022.08. 조직신학연구)
- 김호식의 종말론 연구 (2022.08. 일립논총)
- 선교적 측면에 나타난 허드슨 테일러와 일립 강태국의 기도연구(성경과 신학. 2022.04)
- 이단의 실상과 교회의 대응 (2018.09. 조직신학연구)
- 성령론적 관점에서 본 일립 강태국의 구원관 연구 (2017.04. 성경과 신학)
- 일립 강태국의 죄관 연구-초교파적 목회사역에 대한 반성 (2015.12. 조직신학연구)
- 전도서에 근거한 인간이해( 2014.11. 조직신학연구)
- 일립 강태국의 종말관 연구 (2013.12. 일립논총)
- 제자들에게 미친 보혜사 성령의 사역에 근거한 신약성경의 무오성 연구 (2012.10. 조직신학연구)
- 일립 강태국의 성령관 연구 (2011.12. 일립논총)
- 성령 훼방죄에 대한 연구 (2011.10. 조직신학연구)
- 보혜사 성령의 계시사역 (2010.10. 조직신학연구)

## 같이 보기
- 한국개혁신학회
- 한국복음주의조직신학회
- 한국장로교신학회
- 한국의 신학자 목록
- 개혁신학자
- 한국성서대학교
- 강태국
- 김호식